# 세인트루시구

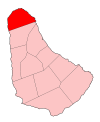
세인트루시구의 위치

세인트루시구(영어: Saint Lucy)는 바베이도스 최북단에 위치한 구로 행정 중심지는 체커홀이며 면적은 36km2, 인구는 9,758명(2010년 기준)이다. 남쪽으로는 세인트피터구와 접한다.

## 같이 보기
- 카리브 제도